# 섬유 보강 콘크리트
섬유 보강 콘크리트(Fiber-reinforced concrete, FRC)는 구조적 완전성을 증가시키는 섬유질 재료를 함유한 콘크리트이다. 이는 균일하게 분포되고 무작위로 방향이 지정된 짧은 개별 섬유를 포함한다. 섬유에는 강철 섬유, 유리 섬유, 합성섬유 및 천연섬유가 포함되며, 각 섬유는 콘크리트에 다양한 특성을 부여한다. 또한, 섬유 강화 콘크리트의 특성은 콘크리트, 섬유 재료, 형상, 분포, 방향 및 밀도에 따라 달라진다.

## 같이 보기
- 철근 콘크리트